# 百沢温泉
百沢温泉（ひゃくざわおんせん）は、青森県弘前市（旧国陸奥国）にある温泉。

## 概要
広義には弘前市百沢にある温泉郷「百沢温泉郷」をいう。百沢温泉旅館組合が組織されている。
狭義には弘前市百沢にある源泉掛け流しの日帰り温泉施設「百沢温泉」をいう（公益社団法人弘前観光コンベンション協会のウェブページでも「百沢温泉郷」と「百沢温泉」は区別されている）。この施設は「朝妻荘」という旅館だった温泉施設を、1982年（昭和57年）にオーケー製菓が従業員の保養施設として買い取った施設である。翌1983年（昭和58年）に地元住民の要望でオーケー製菓により株式会社百沢温泉が設立され公衆浴場となったが、2023年（令和5年）9月に老朽化と人手不足で休止になっていた。その後、2023年12月上旬に地元の情報番組で毎週青森に訪れていた、お笑い芸人のあべこうじが取得し、愛媛から青森に移住した芸人のOGAが改修や管理を担当することになった。

## 泉質
- 含重炭酸土類-弱食塩泉
- 泉温48.5℃[1]

## 効能
神経痛、リューマチ、痛風、皮膚病。

## 温泉街
岩木山神社の近く、岩木山の登山口に存在する。岩木山百沢スキー場へも近い。

## アクセス
- 公共交通：JR弘前駅または弘前バスターミナルより弘南バス枯木平行で約45分、「岩木山神社前」下車。

## 周辺
- 岩木山神社
- 岩木山百沢スキー場
- 嶽温泉